# TV MS
TV MS é uma emissora de televisão brasileira regional sediada em Campo Grande, capital do estado de Mato Grosso do Sul. Opera no canal 11 (32 UHF digital), e é afiliada à Record. A emissora faz parte da Rede MS Integração de Rádio e Televisão, grupo de comunicação pertencente ao empresário Ivan Paes Barbosa, juntamente com o portal Diário Digital, a Rede MS de Rádios e o canal via satélite AgroBrasil TV.

## História

### Rede Manchete (1987-1995)
A emissora foi inaugurada em fevereiro de 1987 como TV MS, afiliada à Rede Manchete.
O início da TV MS foi marcado pela produção em massa de programas locais, principalmente jornalísticos. Entre eles, destacavam-se o telejornal Bom Dia Cidade, exibido pela manhã e as duas edições do MS em Manchete, uma ao meio-dia e a outra às 18h30. Passaram pela emissora apresentadores como Armando Tibana, Gladis Linhares, Veruska Donato (atualmente repórter da Rede Globo em São Paulo), Lucimar Lescano, Valéria Saigaly, Karina Maia, Nivaldo Mota e Manoel Afonso.
A novela Pantanal, exibida em 1990, contou com o apoio da TV MS e do governo do Estado do Mato Grosso do Sul. O diretor da novela, Jayme Monjardim, e o autor, Benedito Ruy Barbosa, reuniram-se com o então governador Marcelo Miranda para a preparação logística necessária (destinação de verbas para a produção, auxílio na locação de fazendas, hotéis, etc.). Na época, Mato Grosso também tinha interesses na trama, mas o governo de Mato Grosso do Sul agiu mais rapidamente. Foi a partir dos elevados índices de audiência de Pantanal que a região e o estado começaram a ser conhecidos nacionalmente. Uma reportagem na Revista Manchete acentuou o processo de divulgação.

### RecordTV (1995-presente)
Com a decadência da Rede Manchete (que começava a perder afiliadas), a TV MS passou a integrar a Rede Record em Outubro de 1995.
A nova grade reduziu o espaço jornalístico local e aumentou a programação religiosa. O Jornal MS passou a ser exibido em apenas uma edição diária, no início da noite.

#### 2008
No dia 25 de agosto de 2008, na véspera do aniversário de Campo Grande, a emissora passou a se chamar TV MS Record e estreia a sua nova programação.
Após uma grande reformulação na estrutura jornalística, além da contratação de profissionais da concorrente TV Morena, afiliada da Rede Globo no estado, a emissora estreou o MS Record - 1ª Edição, às 11h00, sob a apresentação de Waléria Leite.
Logo depois, às 11h30, entrava no ar, reformulado (o programa já havia estreado em maio do mesmo ano), seguindo o padrão da Rede Record, o Balanço Geral, com o apresentador Waldir Neves, que anteriormente apresentava o programa Tema Livre, da TV Guanandi, afiliada da Band no estado.
Às 18h10, estreou o MS Record - 2ª Edição, com o comando de Carmen Cestari.
A TV MS Record passa a contar também com um repórter de rede, Sirley Pires, vindo da TV Record Minas, que passou a ser responsável pelas matérias que serão veiculadas no telejornais da Rede Record, como o Fala Brasil e o Jornal da Record.
Ainda em 2008, no mês de novembro, a TV MS Record estreou o Record Rural, sob o comando de Carmen Cestari e Osmar Bastos, diretor de jornalismo da emissora, que anteriormente já havia apresentado um telejornal com temática rural na TV Morena.

#### 2009
Em 31 de março de 2009, foi ao ar o último Balanço Geral. A emissora não renovou o contrato dos apresentadores e o programa foi extinto.
Em 27 de abril de 2009, o jornalismo da TV MS Record passa por nova reformulação. No MS Record - 1ª Edição, Glaura Villalba sucede Waléria Leite na apresentação e Regina Müller na editoria-chefe. E no MS Record - 2ª Edição, Juliana Lanari sucede Carmen Cestari na apresentação e Danielly Escher na editoria-chefe, que é a partir de agora editora.
Em 13 de maio de 2009, é anunciada a contratação do jornalista Rodrigo Moterani, como editor-chefe e apresentador do programa Balanço Geral, dividindo a apresentação com o radialista Alcides Bernal. A estreia do programa seria no dia 29 de junho, com exibição das 11h30 às 12h30, mas a data de estreia foi mudada para 17 de Agosto de 2009. Nesse mesmo dia, estreia o Record Rural - Diário, um boletim rural diário.
Na semana em que a emissora completou 1 ano de reformulação, foi exibida uma série de reportagem intitulada "TV MS Record - 1 ano de mudança" nos telejornais MS Record 1ª e 2ª Edições e outra série em homenagem aos 110 anos de Campo Grande.
Em 22 de dezembro de 2009, é anunciada a contratação do deputado estadual e jornalista Maurício Picarelli. Seu programa, o Picarelli com Você, migrou da TV Guanandi para a TV MS Record em 18 de janeiro de 2010, quando Picarelli estreou na emissora de Ivan Paes Barbosa.

##### OAB em Debate
A emissora foi pioneira, juntamente com a FM Cidade e o Portal MS Record, em promover um debate em 28 de setembro de 2009 entre os candidatos à presidência da Ordem dos Advogados do Brasil (OAB) seccional Mato Grosso do Sul, Ary Raghiant Neto e Leonardo Duarte. Um segundo debate foi realizado em 26 de outubro, também às 18h. Nos dois debates, o mediador foi o jornalista Ogg Ibrahim, repórter da TV Record São Paulo e que já trabalhou no Estado e participou da reformulação da emissora.

#### 2010
Em 11 de janeiro, uma nova reformulação: o cenário do MS Record, muito criticado por ser semelhante ao do concorrente MSTV muda, e o telejornal ganha um formato mais dinâmico. A bancada foi abolida, e as apresentadoras caminham pelo estúdio, chamam os repórteres ao vivo, comentam as notícias e recebem convidados e colunistas. Em vista disso, o concorrente MSTV 1ª edição adota parte do formato: os apresentadores passaram a apresentar a chamada de pé e se revezam caminhando pelo estúdio.
Em 18 de janeiro, estreia o programa Picarelli com Você, com Maurício Picarelli. Em vista disso, a programação matutina/vespertina da emissora passa por mudanças. Picarelli entra no ar com seu programa às 11h, às 12h30, entra no ar o MS Record - 1ª Edição, logo após, às 13h00, o Balanço Geral.
Em 23 de janeiro, estreou o programa Estilo de Vida, com a jornalista e apresentadora Carmen Cestari, ex-apresentadora do MS Record 2ª edição. O programa ficou no ar até 25 de dezembro do mesmo ano.
Em 1º de fevereiro, é anunciada a contratação das jornalistas Ellen Genaro e Neiba Ota. Ellen apresentava o MS Rural, na concorrente TV Morena e Neiba era repórter do Correio do Estado e já foi editora do extinto Toda Prosa, sendo todos da também concorrente TV Campo Grande.
Em 8 de fevereiro, Ellen Genaro assume a editoria-chefe e apresentação do MS Record 2ª edição, substituindo Juliana Lanari, que a partir desta data volta a ser repórter da TV MS Record.
Em abril, a emissora contrata a jornalista Luciana Vicente, ex-repórter da TV Morena de Dourados e ex-apresentadora da edição local do MSTV. Luciana passa a ser repórter da TV MS Record em Campo Grande e editora do MS Record 2ª edição.
Em 28 de abril, a emissora inaugura uma sucursal em Corumbá.
Devido à legislação eleitoral, em 25 de junho, o programa Picarelli com Você sai do ar, retornando em outubro. Em seu lugar, estreou em 28 de junho o Programa da Família, com a apresentação de Magali Picarelli.
Em dezembro, o apresentador do Balanço Geral, Rodrigo Moterani é contratado pela TV Record Paulista.

#### 2011
Em janeiro, a gerente de jornalismo da TV MS Record, Ana Raquel Copetti, é contratada pela TV Record Goiás. Em seu lugar, assume Ellen Genaro.
Em fevereiro, reestreia o MS Record - Edição de Sábado.
Em outubro, estreia o programa Picarelli Debate, com a apresentação de Maurício Picarelli.

##### Acrissul em Debate
A emissora seria novamente pioneira ao promover um debate em 5 de junho de 2011 entre os candidatos à presidência da Associação dos Criadores de Mato Grosso do Sul (Acrissul), Francisco Maia e José Lemos Monteiro. O mediador seria o jornalista Cadu Bortolot, apresentador da FM Cidade. Por força de um liminar da Justiça, que suspendeu a eleição, o debate foi cancelado.

#### 2012
Em janeiro, o Picarelli com Você estreia novo cenário. Semanas depois, o MS Record - 2ª Edição sai do ar e o Balanço Geral entra em férias (no horário passando o desenho Pica-Pau até o início do Jornal Da Record) No dia 30, o Balanço Geral reestreia sob o comando de Maurício Picarelli, apresentador do Picarelli com Você e Picarelli Debate.
Em 11 de março, a TV MS Record estreia o programa Auto News, apresentado por Paulo Cruz.

#### 2013
Em novembro, o jornalista André Navarro, então na TV Morena, assume o comando da sucursal da TV MS Record em Corumbá.

#### 2015
Em janeiro, estreia o Cidade Alerta MS, com a apresentação de Maurício Picarelli.
Em março, Rezende Jr. assume a apresentação do Balanço Geral. Em seguida, o programa passa a ser veiculado pela manhã.
Em agosto, o MS Record passa a ser veiculado à noite, apresentado por Ellen Genaro.

#### 2016
Em maio, o apresentador Maurício Picarelli deixa a emissora e o Cidade Alerta MS passa a ser apresentado pelo jornalista Rodrigo Nascimento.
Em agosto, Rezende Jr. também deixa a TV MS Record e o repórter de rede William Franco assume a apresentação do Balanço Geral MS.
Em novembro, a TV MS Record passa a transmitir em caráter experimental em alta definição para a cidade de Campo Grande.

#### 2017
Em 4 de março, a emissora volta a se chamar TV MS, adotando uma identidade visual que lembra a bandeira do estado de Mato Grosso do Sul, adotando logotipo próprio no mês seguinte.
Em 4 de setembro, o jornalista Ogg Ibrahim, ex-apresentador e repórter de rede da Record, estreia na emissora como apresentador do MS Record.

## Sinal digital
| Canal virtual | Canal digital | Resolução de tela | Programação                               |
| ------------- | ------------- | ----------------- | ----------------------------------------- |
| 11.1          | 32 UHF        | 1080i             | Programação principal da TV MS / RecordTV |

Transição para o sinal digital
Com base no decreto federal de transição das emissoras de TV brasileiras do sinal analógico para o digital, a TV MS, bem como as outras emissoras de Campo Grande, cessou suas transmissões pelo canal 11 VHF em 31 de outubro de 2018, seguindo o cronograma oficial da ANATEL.